# Maullido

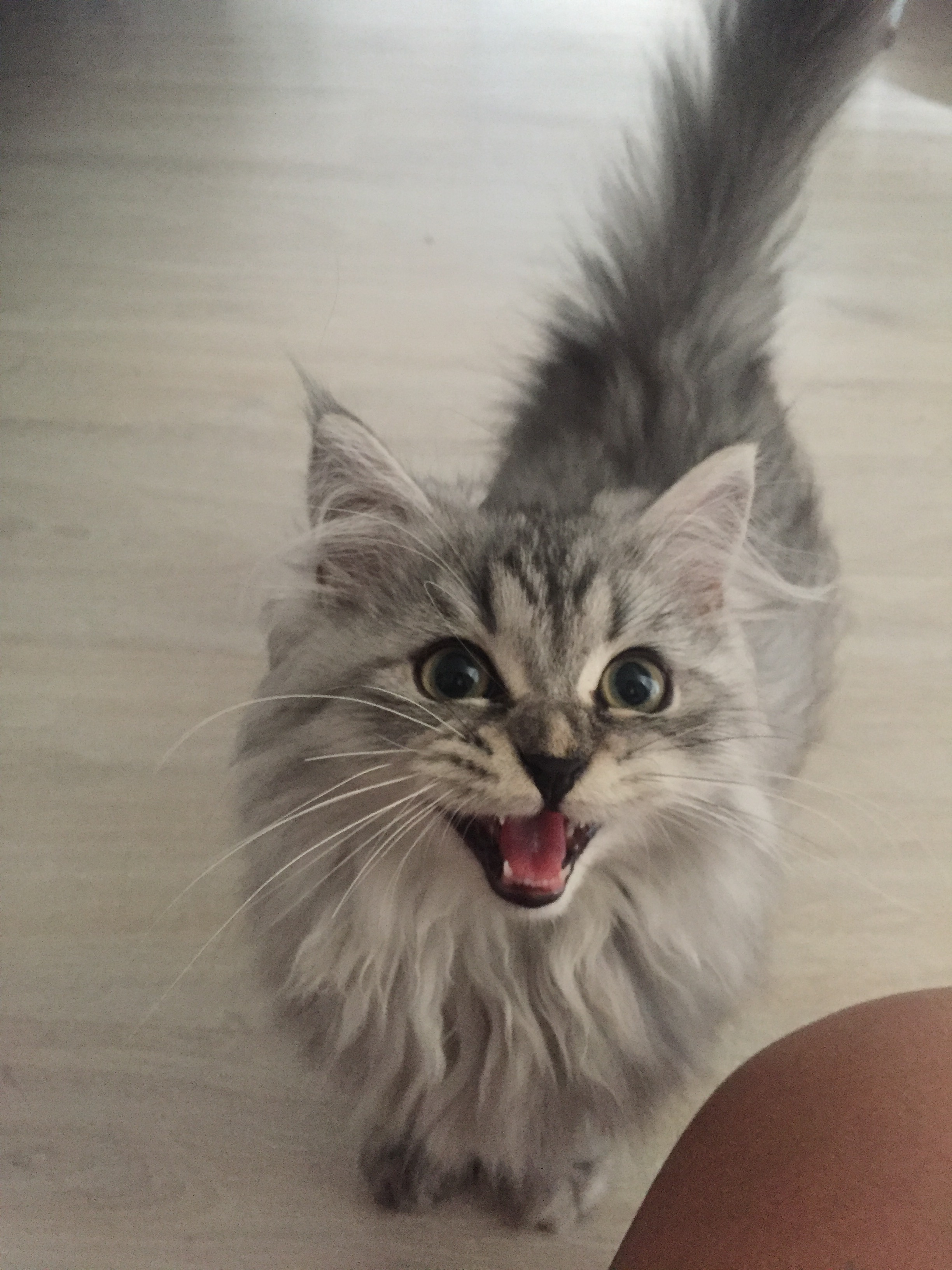
Por lo general, el maullido de un gato es mayormente dirigido a su dueño humano, debido a que el humano no puede comprender las señales hormonales o el lenguaje corporal que estos usan para comunicarse con otros gatos, el maullido es su forma de conseguir la atención de su dueño humano, como de su madre, algo que desaparece a medida que envejece.

Un maullido es la voz animal más típica que caracteriza a un gato.

## Onomatopeyas
Se transcribe onomatopéyicamente como «miau» en español o, en la mayoría de los lenguajes europeos y en el chino mandarín, en variantes similares: meow, miaow, maw, mieaou... En japonés se transcribe como nyaa o nyan, en coreano es yaong o nyaong y en árabe se utiliza mowa'a; sin embargo, hay muchas variantes de esta onomatopeya en el mundo. Curiosamente, el sonido de un gato muy enojado se transcribe como mkgnao, mrkgnao y mrkrgnao en la novela Ulises, de James Joyce.

## El maullido de los gatos
La pronunciación de esta llamada varía significativamente dependiendo de su propósito. Usualmente vocalizan indicando sufrimiento, solicitando atención humana (por ejemplo, para ser alimentados), como un saludo o comunicándose con otro gato. Algunos vocalizan cuantiosamente, mientras que otros raramente lo hacen. Son capaces de emitir cerca de cien tipos de vocalizaciones diferentes, incluyendo sonidos que se asemejan al lenguaje humano. Los machos tienen una voz más fuerte y grave que las hembras. Los gatos domésticos maúllan mucho más que los salvajes, ya que es una de sus formas de llamar la atención.
Para interpretar cada maullido es esencial conocer el lenguaje corporal de los gatos, ya que la vocalización vendrá acompañada de ciertas posturas y expresiones faciales que revelarán que siente en ese momento, además también deberemos estar atentos al tono, a la intensidad y a la frecuencia, en líneas generales cuanto más fuerte intenso y frecuente es el maullido, más urgente e importante es el mensaje que el felino desea transmitir.
Algunas razones por las que un gato maúlla son: te está dando la bienvenida, quiere o necesita algo, indica sorpresa, interés o agrado, quiere hablar contigo, maúlla porque está aburrido, necesita ayuda o está enfadado.
El ritual de apareamiento consiste en una persecución de uno o varios machos a una hembra que esté en celo. En este ritual, la hembra se encarga de que los machos la sigan, y en los casos en que observa que no la sigue ningún macho, maúlla. Los machos hacen lo mismo y así se identifican.